# 國際投資協定
國際投資協定是國家或地區之間的條約，針對有關跨境投資的事宜，旨在保護、促進和開放投資。其主要涵蓋外商直接投資 （FDI）和證券投資等項目，但有些不包括後者。締結協定的地區承諾，對外國在其領土內的投資，實施協定的標準。協定同時列明解決爭端的程序，以便應付這些承諾無法實現的情況。
相對於國際貿易，在世界貿易組織之規範下已經廣泛制度化，國際投資仍然欠缺全球或多國間之一致性規範。跨國企業於不同國家進行投資布局時，會受到各國政府內國法規與政策深遠之影響，如何保障外國投資人於地主國之投資，成為重要之議題。:2地主國提供外國投資人之保障方式，主要有二：一為制定國內法律以提供保障，二為以國際條約之方式，透過政府與政府間之協商，將外國投資人之保障作為政府之義務，將兩國或多國投資人共同重視之議題、事項及權益，訂定為書面之協議，以提供各國投資人保障。:3政府間之書面協議，目的為保護跨國投資，以避免非商業性之風險，約束締約政府須遵循，投資保障協定之義務。書面協議之內涵包括實體權利之保障，及救濟程序之提供，此兩方面有助於提升投資人之投資意願。書面協議之型態，可分為雙邊投資協定(bilateral investment treaty，簡稱BIT)及自由貿易協定(free trade agreement，簡稱FTA)。:3
最常見的類型是「雙邊投資條約」和「優惠貿易和投資協定」。國際稅務協定和避免雙重徵稅條約，也被視為國際投資協定，因稅收通常對外國投資具有重要影響。

## 協定的內容
雙邊投資協定之規範目的，僅限於保障締約國雙方投資人之投資環境，規範內容僅限於投資，不包括貿易。自由貿易協定之規範目的，針對締約國雙方經貿投資，全面且深入之自由化，規範內容涵蓋投資及貿易。
締結有關協定的地區，主要為了保護外國投資，並間接促進外商投資，亦越來越多為了投資自由化。對於締約方的企業和個人在其他締約方地區的投資，有關協定給予了受國際法約束的保障；因此而減少投資風險，從而鼓勵企業和個人在締約方投資。協定允許外國投資者與締約方東道國通過國際仲裁解決彼此爭端，而不是僅在東道國的國內法院，這是重要的安排。
相關投資協定的典型條款包括對外國投資的待遇和保護，如公平與平等待遇、充分保護和安全、國民待遇和最惠國待遇等。戰爭和衝突或徵用為外國投資者帶來損失，有關的賠償條款也是這類協定的核心部分。國際投資協定亦會提及與外國投資有關的跨境資金轉移的規範。
與投資保護不同，關於促進投資的條款較少正式列入國際投資協定；就算有，這類條款通常不具有約束力。締約方通常認為，通過加強正式保護外國投資者，協定已有助鼓勵和促進跨境投資。更多的外國投資可以帶來好處，尤其是對於發展中國家，因可藉以提高他們的經濟發展。
部分國際投資協定還包括投資者與國家間爭端解決的條款。通常這給予投資者權利，將案件提交國際仲裁法庭或機構解決糾紛。這些機構包括解決投資糾紛國際中心 （ICSID），和國際商會 （ICC）。
國際稅務協定主要涉及消除雙重徵稅，但可同時處理有關問題，如防止逃稅。

## 發展趨勢
1990年代以來，許多發展中經濟體系向外國投資者開放，並希望通過雙邊投資條約的締結，使它們成為更具吸引力的目的地。這促進了相關協定數目的增長。到1990年代中期，隨着烏拉圭回合貿易談判和世界貿易組織的成立，三個涉及投資問題的多邊協定出現，包括服務貿易總協定、與貿易有關的投資措施協定和與貿易有關的知識產權協定。此外，優惠貿易和投資協定在這個時代不斷增加，如區域、跨區域或多邊協定，從1992年的北美自由貿易協定和1998年的東盟投資區框架協定等。這些協議通常也開始更集中地開展投資自由化。
統計顯示，國際投資協定在過去20年迅速增加。到2007年年底，全球國際投資協定數目已經超過了5500，並越來越多的優惠貿易和投資協定涉及投資以外的問題。由於其種類和內容日益多樣化，而且幾乎所有國家也參與締結新的國際投資協定，全球國際投資協定體系變得非常複雜。 此外，近年來基於國際投資協定的投資者與國家的爭端案件也不斷上升。到2008年年底，已知個案總數達到317。

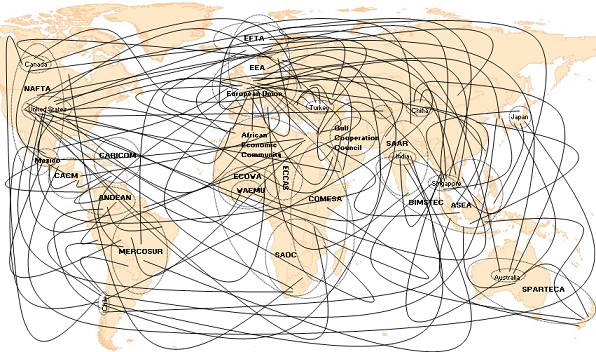
國際投資協定的“意大利麵碗”。 資料來源：貿發會議

另一個新的發展是，在全球國際投資協定體系中，越來越多是由發展中國家之間締結。在過去， 工業化國家通常締結投資協定，以保護他們進行海外投資的公司，而發展中國家則傾向鼓勵和促進來自工業化國家的外國直接投資流入。目前越來越多國際投資協定由發展中國家之間締結的趨勢，反映了國際投資關係的轉變。發展中和新興經濟體不僅是投資目的地，而且也是主要的外國直接投資來源國。
另一主要趨勢是大量協定之間的複檢關係。因此，不斷變化的國際投資協定體系，被比喻為“意大利麵碗”。根據貿發會議，該體系是全球性的，因為幾乎每一個國家都簽署了至少一個國際投資協定。但同時，它可被視為分散的體系，因為大量個別協定是獨立存在的。該系統也是多層次的，包括雙邊、部門、地區等級別。這系統也是多方面的，因為越來越多的國際投資協定包含了一些條款，傳統上被認為與投資關係不大，如貿易、知識產權、勞工權利和環境保護。該系統是動態的，其主要特點不斷發展。例如，最近國際投資協定通常包括諸如公共健康、安全、國家安全或環境等條款，以期更好地反映公眾關注的政策。最後，國際投資協定以外，還有其他相關的國際法與國家的國內投資框架有關，包括國際法、聯合國的文件和世貿組織的協議（如投資措施協議）。